# Monceau-Saint-Waast
Monceau-Saint-Waast település Franciaországban, Nord megyében. Lakosainak száma 423 fő (2022. január 1.). Monceau-Saint-Waast Aulnoye-Aymeries, Saint-Remy-Chaussée, Dompierre-sur-Helpe és Leval községekkel határos.

## Népesség
A település népességének változása:
| Lakosok száma | 510  | 497  | 499  | 495  | 475  | 455  | 435  | 429  | 423  |
|               | 2013 | 2015 | 2016 | 2017 | 2018 | 2019 | 2020 | 2021 | 2022 |